# Serpula (schimmel)
Serpula is een geslacht van schimmels behorend tot de familie Serpulaceae. De typesoort is Merulius destruens. Het geslacht werd in 1821 beschreven door Christiaan Hendrik Persoon als sectie van het geslacht Merulius in 1801. In 1821 promoveerde de botanicus Samuel Frederick Gray dit naar een geslacht.

## Soorten
Volgens Index Fungorum heeft dit geslacht 15 soorten (peildatum oktober 2020):
| Soortnaam                               | Auteur(s)                        | Publicatiejaar |
| --------------------------------------- | -------------------------------- | -------------- |
| Serpula atrovirens                      | (Burt) W.B. Cooke                | 1957           |
| Serpula byssoidea                       | (Burt) W.B. Cooke                | 1957           |
| Serpula costaricensis                   | M. Mata & Ryvarden               | 2007           |
| Serpula crassa                          | (Lloyd) W.B. Cooke               | 1957           |
| Serpula dendrocalami                    | C.L. Zhao                        | 2019           |
| Serpula erecta                          | (Lloyd) W.B. Cooke               | 1957           |
| Serpula eurocephala                     | (Berk. & Broome) W.B. Cooke      | 1957           |
| Serpula fuscescens                      | (Bres.) W.B. Cooke               | 1957           |
| Serpula himantioides (Dakloze huiszwam) | (Fr.) P. Karst.                  | 1884           |
| Serpula lacrymans (Echte huiszwam)      | (Wulfen) J. Schröt.              | 1888           |
| Serpula olivacea                        | (Schwein.) Zmitr.                | 2001           |
| Serpula sclerotiorum                    | (Bondartsev & Singer) Bondartsev | 1956           |
| Serpula similis                         | (Berk. & Broome) Ginns           | 1971           |
| Serpula tignicola                       | (Harmsen) M.P. Christ.           | 1960           |
| Serpula umbrina                         | (Fr.) Bon                        | 1971           |